# Nová Včelnice

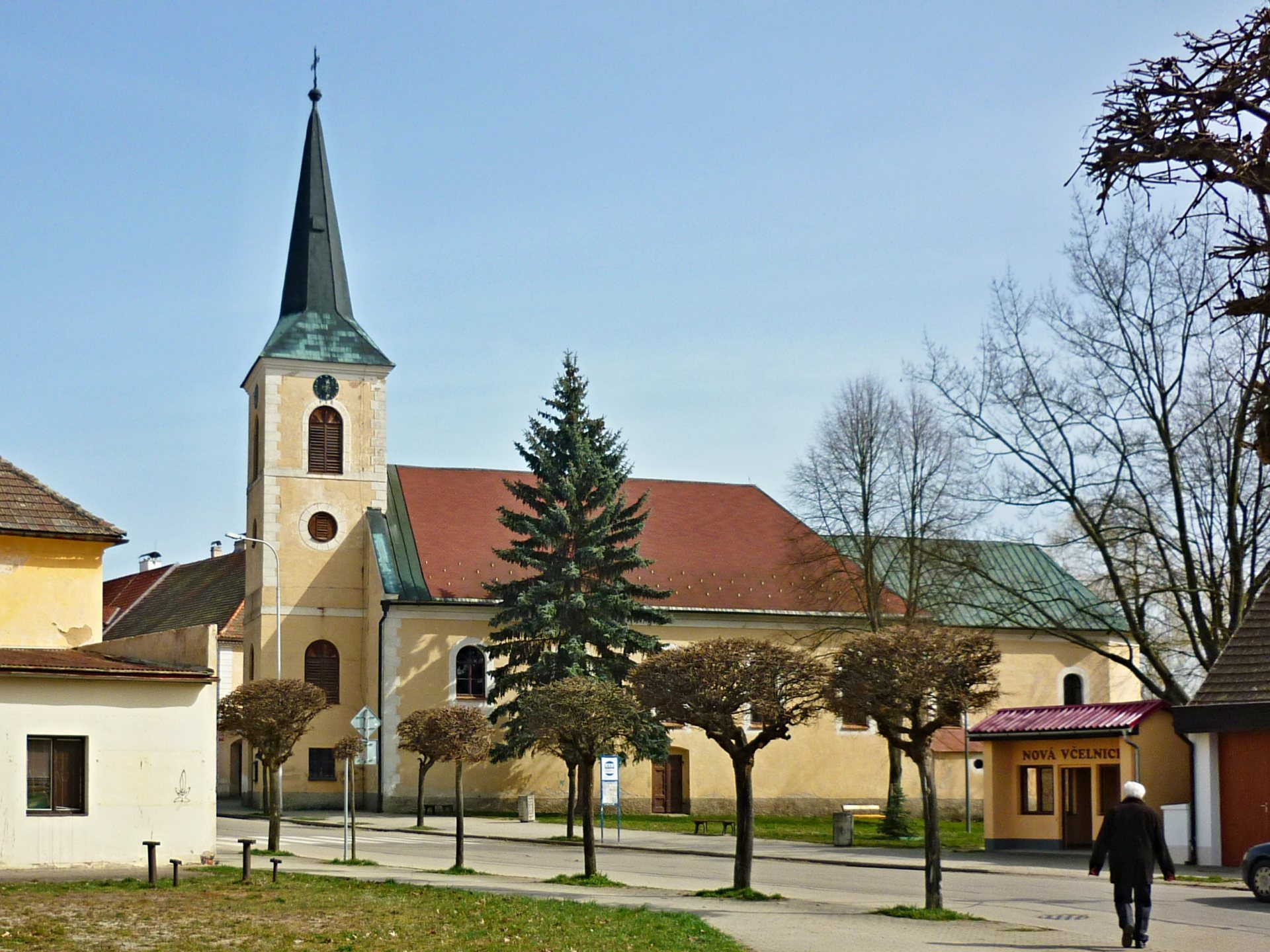
Nová Včelnice

Nová Včelnice, bis 1950 Nový Etynk-Včelnice, (deutsch Neuötting-Vtschelnitz) ist eine Stadt  in Tschechien. Sie liegt in 507 m ü. M. 11 km nordöstlich von Jindřichův Hradec (Neuhaus) an der Kamenice. Die Katasterfläche beträgt 1010 ha.

## Geschichte
Im 13. Jahrhundert wurde am Fluss die Veste Včelnice und ein gleichnamiges Dorf angelegt. Besitzer war das Rittergeschlecht von Včelnice, dessen Überlieferung bis 1320 zurückgeht, als Svatomír von Včelnice bei Johann von Böhmen in Kriegdiensten stand. 1467 gelangte der Besitz an die Vencelík von Vrchoviště, die ihn bis zum Verkauf an den spanischen Adligen Bartholomäus Paradys de la Saga innehatte. Dessen Frau Hippolita Gräfin von Lodron ließ nach ihrer Rettung aus einer Hochwasserflut eine Kapelle errichten und 1662 darin eine exakte Kopie der wundertätigen Statue der schwarzen Jungfrau Maria aus Altötting aufstellen. Um die von seiner Mutter als Neuötting benannte Kapelle ließ Bernhard Franz Paradys de la Saga 54 Häuser für Handwerker, v. a. Tuchmacher errichten. Nachdem der Ort einen Ausbruch der Pest überstanden hatte, erfolgte 1701 die Errichtung einer Mariensäule. Das Städtchen Neuötting wuchs schnell und 1728 gaben sich die Innungen der Tuchmacher, Schreiner, Schneider, Schuster und Kürschner ihre Zunftordnungen.
1786 erwarb Josef Hilgartner von Lilienborn die Herrschaft Vtschelnitz. Er ließ das Schloss in rechteckiger Form umbauen. Hilgartner ließ die niedergebrannte, seit 1601 bestehende Schlossbrauerei wieder errichten und gründete die erste Textilfabrik. 1786 entstand auch die Kirche der Jungfrau Mariä Himmelfahrt am Platz der Kapelle, die als Sakristei erhalten blieb.
Neuötting wuchs mit dem angrenzenden Vtschelnitz zusammen und die Einwohnerzahl stieg an. 1789 wurde eine Dorfschule eingerichtet. Im Jahre 1790 erfolgte die Erhebung zum Marktflecken Neuötting-Vtschelnitz mit dem Recht zum Führen eines Wappens und Siegels. Das Pfarrhaus wurde 1806 erbaut.
1860 wurde die erste Fabrik für Kotzen und Pferdedecken gegründet. 1884 erhielt Neuötting Stadtrechte. Mit dem Bau der schmalspurigen Lokalbahn Neuhaus–Wobratain erhielt die Stadt im Jahr 1906 einen Bahnanschluss.
In den 1930er Jahren wurde der Name der Stadt in Nový Etynk-Včelnice (Neuötting-Vtelnitz) geändert. 1950 erfolgte eine Umbenennung in Nová Včelnice, dabei gingen die Stadtrechte verlustig. Seit dem 1. Juni 1998 ist Nová Včelnice wieder eine Stadt.
In Nová Včelnice bestehen Textil- und Maschinenbaufabriken, ansonsten spielen landwirtschaftliche Betriebe eine große Rolle.

## Gemeindegliederung
Für die Gemeinde Nová Včelnice sind keine Ortsteile ausgewiesen. Zu Nová Včelnice gehören die Weiler Brabec (Brabetz), Karlov (Karlshof) und Pýchov (Peihof). Grundsiedlungseinheiten sind Brabec, Karlov und Nová Včelnice.

## Städtepartnerschaften
- Neuötting, Deutschland, 1991
- Eggiwil, Schweiz, 1994

## Persönlichkeiten

### Söhne und Töchter der Stadt
- Jan Slavík (1846–1910), Kämpfer für allgemeines Wahlrecht
- Arnošt Kolář (1879–1962), Sammler von Volksüberlieferungen, geboren in Mlýnek
- Josef Hrůša (1889–1953), Volksdichter der Böhmisch-mährischen Höhe, geboren in Brabec
- Emanuel Truhlář (1903–1942), Widerstandskämpfer gegen den Nationalsozialismus
- Jan Kolman (1911–1942), Angehöriger der tschechoslowakischen Untergrundarmee
- Rudolf Hrušínský senior (1920–1994), tschechischer Schauspieler
- Luděk Munzar (1933–2019), tschechischer Schauspieler

### In der Stadt lebten und wirkten
- Štěpán Polášek (1893–1964), Schriftsteller, war von 1927 bis 1939 Schuldirektor in Nový Etynk